# Olympische Geschichte Guatemalas
| Gelbes Symbol für Goldmedaillen mit stilisierten Olympischen Ringen | Graues Symbol für Silbermedaillen mit stilisierten Olympischen Ringen | Braundes Symbol für Bronzemedaillen mit stilisierten Olympischen Ringen |
| ------------------------------------------------------------------- | --------------------------------------------------------------------- | ----------------------------------------------------------------------- |
| 1                                                                   | 1                                                                     | 1                                                                       |

Guatemala, dessen NOK, das Comité Olímpico Guatemalteco, 1947 gegründet und im selben Jahr vom IOC anerkannt wurde, schickte erstmals 1952 Sportler zu den Olympischen Sommerspielen. Von 1968 an nahm Guatemala an allen Sommerspielen teil. Zum bisher einzigen Mal wurde 1988 auch eine Delegation zu Winterspielen geschickt. 2010 und 2014 nahm das Land an den Jugend-Sommerspielen teil.

## Allgemeine Übersicht

### Sommerspiele
Die Malerin Antonia Matos reichte das Gemälde Course of Pirogues bei den olympischen Kunstwettbewerben von 1932 ein. Das Bild erhielt in der Rubrik Gemälde eine lobende Erwähnung.
Die erste Olympiamannschaft Guatemalas bestand 1952 in Helsinki aus Leichtathleten, Radsportlern, Fechtern, Schützen, Schwimmern und Gewichthebern. Die ersten Olympioniken des Landes waren am 20. Juli 1952 die Ringer Oswaldo Johnston, Marco Girón und Aristides Pérez sowie die Leichtathleten José Julio Barillas, Victorio Solares und Luis Velásquez. Am 21. Juli ging mit der Sprinterin Graviola Ewing die erste Frau Guatemalas bei Olympischen Spielen an den Start.
Erst 16 Jahre später, 1968 in Mexiko-Stadt, nahm Guatemala wieder an Olympischen Spielen teil. Diesmal waren auch Boxer, Gewichtheber und eine Fußballmannschaft dabei. Mit zwei Siegen in drei Vorrundenspielen, u. a. ein 1:0 über die Tschechoslowakei, qualifizierte sich die Fußballmannschaft für das Viertelfinale. Hier unterlag man den Ungarn, den späteren Olympiasiegern, mit 0:1.
1976 waren erstmals Guatemalteken im Reiten und beim Segeln vertreten. Im Schießen erreichte Edgardo Zachrisson Platz 6 im Skeetschießen. In Moskau 1980 nahmen erstmals Ruderer des Landes teil. Oswaldo Mendéz wurde im Springreiten Vierter. 1988 in Seoul ging zum ersten Mal eine guatemaltekische Turnerin an den Start, 1992 in Barcelona ein moderner Fünfkämpfer, 1996 in Atlanta ein Badmintonspieler, ein Kanute und zwei Judoka. Jeweils Platz 8 erreichten in Atlanta die Sportschützen Sergio Sánchez mit der freien Pistole und Attila Solti auf die laufende Scheibe.
2000 in Sydney kam erstmals ein Taekwondoin aus Guatemala zum Einsatz. 2004 erreichte die Taekwondoin Heidy Juárez im Mittelgewicht den vierten Platz. 2012 in London kam es zum ersten Medaillengewinn. Der Geher Erick Barrondo gewann über 20 Kilometer die Silbermedaille.
Die erste Bronzemedaille für Guatemala gewann Jean Pierre Brol Cardenas im Trap-Schießen bei den Olympischen Spielen 2024. Einen Tag darauf sicherte Adriana Ruano im Damen-Wettbewerb derselben Disziplin ihrem Land die erste Goldmedaille, wobei sie mit 45 getroffenen Scheiben einen olympischen Rekord aufstellte.

### Winterspiele
Zum ersten und bislang einzigen Mal nahm Guatemala 1988 in Calgary an Olympischen Winterspielen teil. Sechs Wintersportler traten im alpinen Skilauf und im Skilanglauf an. Erster Winterolympionike waren am 15. Februar 1988 die Brüder Dag und Ricardo Burgos, die im Skilanglauf antraten. Die erste guatemaltekische Frau bei Winterspielen war die Skilangläuferin Fiamma Smith.

### Jugendspiele
Mit zwölf Jugendlichen nahm Guatemala an den Jugend-Sommerspielen 2010 in Singapur teil. Die Schützin Geraldine Solórzano gewann mit der Luftpistole die Bronzemedaille. Die Turnerin Ana Sofía Gómez wurde im Mehrkampf Fünfte und erreichte zudem zwei Gerätefinals. Am Schwebebalken und am Boden wurde sie jeweils Vierte.
2014 in Nanjing nahmen sogar 20 Jugendliche teil. Zwei Teilnehmer gewannen Bronzemedaillen in Gemischten Teams. Diese Medaillen werden dem Medaillenspiegel der Gemischten Teams angerechnet. Stefanie Brand gewann im Springreiten Bronze mit dem nordamerikanischen Springreiterteam. Ebenfalls Bronze gewann der Schütze Wilmar Madrid im Luftpistolenteam.

## Mitglieder des IOC
Guatemala stellt ein IOC-Mitglied. Der Diplomat und Geschäftsmann Willi Kaltschmitt Luján wurde 1988 zum IOC-Mitglied gewählt. Seit 2012 ist er Vorstandsmitglied.

## Sperre (seit 2022)
Im September 2022 kündigte das IOC an, das Nationale Olympische Komitee Guatemalas zum 15. Oktober 2022 zu sperren, sollte es bis dahin keine Einigung über offene Streitfragen geben. Konkret streitet sich das NOK mit dem Verfassungsgericht Guatemalas über einzelne Elemente der Olympischen Charta beispielsweise die Durchführung freier Wahlen. Es konnte keine Einigung erzielt werden, daher trat die Sperre in Kraft.
Dies hat zur Folge, dass zunächst keine Einladung zur Teilnahme an den Olympischen Spielen 2024 in Paris versandt wurde. Der Ausschluss wurde im März 2024 jedoch zurückgenommen, was Guatemala die Teilnahme sicherte.

## Übersicht der Teilnahmen

### Sommerspiele
| Jahr      | Athleten           | Athleten           | Athleten           | Flaggenträger                        | Sportarten         | Sportarten         | Sportarten         | Sportarten         | Sportarten         | Sportarten         | Sportarten         | Sportarten         | Sportarten         | Sportarten         | Sportarten         | Sportarten         | Sportarten         | Sportarten         | Sportarten         | Sportarten         | Sportarten         | Sportarten         | Medaillen          | Medaillen          | Medaillen          | Medaillen          | Medaillen          |                    |
| Jahr      | Gesamt             | m                  | w                  | Flaggenträger                        | Leichtathletik     | Radsport           | Fechten            | Schießen           | Schwimmen          | Ringen             | Gewichtheben       | Boxen              | Fußball            | Reiten             | Segeln             | Rudern             | Turnen             | Moderner Fünfkampf | Badminton          | Kanusport          | Judo               | Taekwondo          |                    |                    |                    | Gesamt             | Rang               |                    |
| --------- | ------------------ | ------------------ | ------------------ | ------------------------------------ | ------------------ | ------------------ | ------------------ | ------------------ | ------------------ | ------------------ | ------------------ | ------------------ | ------------------ | ------------------ | ------------------ | ------------------ | ------------------ | ------------------ | ------------------ | ------------------ | ------------------ | ------------------ | ------------------ | ------------------ | ------------------ | ------------------ | ------------------ | ------------------ |
| 1896–1948 | nicht teilgenommen | nicht teilgenommen | nicht teilgenommen | nicht teilgenommen                   | nicht teilgenommen | nicht teilgenommen | nicht teilgenommen | nicht teilgenommen | nicht teilgenommen | nicht teilgenommen | nicht teilgenommen | nicht teilgenommen | nicht teilgenommen | nicht teilgenommen | nicht teilgenommen | nicht teilgenommen | nicht teilgenommen | nicht teilgenommen | nicht teilgenommen | nicht teilgenommen | nicht teilgenommen | nicht teilgenommen | nicht teilgenommen | nicht teilgenommen | nicht teilgenommen | nicht teilgenommen | nicht teilgenommen | nicht teilgenommen |
| 1952      | 21                 | 20                 | 1                  | Doroteo Flores                       | 6                  | 5                  | 3                  | 3                  | 1                  | 3                  |                    |                    |                    |                    |                    |                    |                    |                    |                    |                    |                    |                    |                    |                    |                    |                    |                    |                    |
| 1956–1964 | nicht teilgenommen | nicht teilgenommen | nicht teilgenommen | nicht teilgenommen                   | nicht teilgenommen | nicht teilgenommen | nicht teilgenommen | nicht teilgenommen | nicht teilgenommen | nicht teilgenommen | nicht teilgenommen | nicht teilgenommen | nicht teilgenommen | nicht teilgenommen | nicht teilgenommen | nicht teilgenommen | nicht teilgenommen | nicht teilgenommen | nicht teilgenommen | nicht teilgenommen | nicht teilgenommen | nicht teilgenommen | nicht teilgenommen | nicht teilgenommen | nicht teilgenommen | nicht teilgenommen | nicht teilgenommen | nicht teilgenommen |
| 1968      | 48                 | 47                 | 1                  | Teodoro Palacios                     | 5                  | 4                  |                    | 9                  | 3                  | 5                  | 1                  | 2                  | 19                 |                    |                    |                    |                    |                    |                    |                    |                    |                    |                    |                    |                    |                    |                    |                    |
| 1972      | 8                  | 8                  | 0                  | Víctor Castellanos                   | 3                  |                    |                    | 1                  |                    | 4                  |                    |                    |                    |                    |                    |                    |                    |                    |                    |                    |                    |                    |                    |                    |                    |                    |                    |                    |
| 1976      | 28                 | 26                 | 2                  | Edgar Tornez                         |                    |                    |                    | 5                  |                    |                    | 1                  |                    | 17                 | 3                  | 2                  |                    |                    |                    |                    |                    |                    |                    |                    |                    |                    |                    |                    |                    |
| 1980      | 10                 | 10                 | 0                  | Carlos Silva                         |                    |                    |                    | 5                  |                    |                    | 1                  |                    |                    | 1                  | 1                  | 2                  |                    |                    |                    |                    |                    |                    |                    |                    |                    |                    |                    |                    |
| 1984      | 24                 | 20                 | 4                  | Oswaldo Méndez                       | 7                  | 1                  |                    | 4                  | 6                  |                    | 2                  | 1                  |                    | 1                  | 1                  | 1                  |                    |                    |                    |                    |                    |                    |                    |                    |                    |                    |                    |                    |
| 1988      | 28                 | 25                 | 3                  | Carlos Silva                         | 2                  | 5                  |                    | 1                  | 1                  | 1                  |                    | 1                  | 17                 |                    |                    |                    | 1                  |                    |                    |                    |                    |                    |                    |                    |                    |                    |                    |                    |
| 1992      | 14                 | 12                 | 2                  | Julio Sandoval                       |                    |                    |                    | 3                  | 5                  | 1                  | 1                  | 2                  |                    |                    |                    |                    | 1                  | 1                  |                    |                    |                    |                    |                    |                    |                    |                    |                    |                    |
| 1996      | 26                 | 25                 | 1                  | Julio René Martínez                  | 6                  | 6                  | 1                  | 4                  | 2                  | 1                  | 1                  |                    |                    |                    | 1                  |                    |                    |                    | 1                  | 1                  | 2                  |                    |                    |                    |                    |                    |                    |                    |
| 2000      | 15                 | 14                 | 1                  | Attila Solti                         | 7                  | 1                  |                    | 3                  | 1                  |                    | 1                  |                    |                    |                    |                    |                    |                    |                    |                    |                    | 1                  | 1                  |                    |                    |                    |                    |                    |                    |
| 2004      | 18                 | 11                 | 7                  | Gisela Morales                       | 5                  | 2                  |                    | 1                  | 4                  |                    | 1                  |                    |                    |                    |                    |                    |                    | 1                  | 1                  |                    |                    | 3                  |                    |                    |                    |                    |                    |                    |
| 2008      | 12                 | 9                  | 3                  | Kevin Cordón                         | 4                  |                    |                    | 1                  | 1                  |                    | 1                  | 1                  |                    | 1                  | 1                  |                    |                    | 1                  | 1                  |                    |                    |                    |                    |                    |                    |                    |                    |                    |
| 2012      | 19                 | 12                 | 7                  | Juan Ignacio Maegli                  | 6                  | 1                  |                    | 2                  | 1                  |                    | 2                  |                    |                    |                    | 2                  |                    | 1                  | 1                  | 1                  |                    | 1                  | 1                  |                    | 1                  |                    | 1                  | 69                 |                    |
| 2016      | 21                 | 15                 | 6                  | Ana Sofía Gómez                      | 9                  | 1                  |                    | 2                  | 2                  |                    | 1                  |                    |                    |                    | 1                  |                    | 1                  | 2                  | 1                  |                    | 1                  |                    |                    |                    |                    |                    |                    |                    |
| 2020      | 24                 | 14                 | 10                 | Juan Ignacio Maegli, Isabella Maegli |                    |                    |                    |                    |                    |                    |                    |                    |                    |                    |                    |                    |                    |                    |                    |                    |                    |                    |                    |                    |                    |                    |                    |                    |
| 2024      | 16                 | 10                 | 6                  | Kevin Cordón, Waleska Soto           |                    |                    |                    |                    |                    |                    |                    |                    |                    |                    |                    |                    |                    |                    |                    |                    |                    |                    | 1                  | 0                  | 1                  | 2                  | -                  |                    |
| Gesamt    | Gesamt             | Gesamt             | Gesamt             | Gesamt                               | Gesamt             | Gesamt             | Gesamt             | Gesamt             | Gesamt             | Gesamt             | Gesamt             | Gesamt             | Gesamt             | Gesamt             | Gesamt             | Gesamt             | Gesamt             | Gesamt             | Gesamt             | Gesamt             | Gesamt             | Gesamt             | 1                  | 1                  | 1                  | 3                  | -                  |                    |

### Winterspiele
| Jahr      | Athleten           | Athleten           | Athleten           | Flaggenträger      | Sportarten         | Sportarten         | Medaillen          | Medaillen          | Medaillen          | Medaillen          | Medaillen          |
| Jahr      | Gesamt             | m                  | w                  | Flaggenträger      | Ski Alpin          | Skilanglauf        |                    |                    |                    | Gesamt             | Rang               |
| --------- | ------------------ | ------------------ | ------------------ | ------------------ | ------------------ | ------------------ | ------------------ | ------------------ | ------------------ | ------------------ | ------------------ |
| 1924–1984 | nicht teilgenommen | nicht teilgenommen | nicht teilgenommen | nicht teilgenommen | nicht teilgenommen | nicht teilgenommen | nicht teilgenommen | nicht teilgenommen | nicht teilgenommen | nicht teilgenommen | nicht teilgenommen |
| 1988      | 6                  | 5                  | 1                  | Alfredo Rego       | 4                  | 2                  |                    |                    |                    |                    |                    |
| 1992–2012 | nicht teilgenommen | nicht teilgenommen | nicht teilgenommen | nicht teilgenommen | nicht teilgenommen | nicht teilgenommen | nicht teilgenommen | nicht teilgenommen | nicht teilgenommen | nicht teilgenommen | nicht teilgenommen |
| Gesamt    | Gesamt             | Gesamt             | Gesamt             | Gesamt             | Gesamt             | Gesamt             | 0                  | 0                  | 0                  | 0                  | -                  |

### Jugend-Sommerspiele
| Jahr   | Athleten | Athleten | Athleten | Flaggenträger  | Sportarten | Sportarten | Sportarten         | Sportarten | Sportarten | Sportarten | Sportarten | Sportarten   | Sportarten    | Sportarten | Sportarten       | Sportarten | Medaillen | Medaillen | Medaillen | Medaillen | Medaillen |
| Jahr   | Gesamt   | m        | w        | Flaggenträger  | Reitsport  | Turnen     | Moderner Fünfkampf | Judo       | Segeln     | Schießen   | Schwimmen  | Gewichtheben | Bogenschießen | Basketball | Beach-Volleyball | Radsport   |           |           |           | Gesamt    | Rang      |
| ------ | -------- | -------- | -------- | -------------- | ---------- | ---------- | ------------------ | ---------- | ---------- | ---------- | ---------- | ------------ | ------------- | ---------- | ---------------- | ---------- | --------- | --------- | --------- | --------- | --------- |
| 2010   | 12       | 6        | 6        | Elvin Calderon | 1          | 1          | 1                  | 1          | 2          | 3          | 2          | 1            |               |            |                  |            |           |           | 1         | 1         | 84        |
| 2014   | 20       | 10       | 10       |                | 1          | 1          | 2                  | 1          |            | 1          | 1          |              | 1             | 4          | 4                | 4          |           |           |           |           |           |
| 2018   | 10       |          |          |                |            |            |                    |            |            |            |            |              |               |            |                  |            |           |           |           |           |           |
| Gesamt | Gesamt   | Gesamt   | Gesamt   | Gesamt         | Gesamt     | Gesamt     | Gesamt             | Gesamt     | Gesamt     | Gesamt     | Gesamt     | Gesamt       | Gesamt        | Gesamt     | Gesamt           | Gesamt     |           |           | 1         | 1         | 100       |

### Jugend-Winterspiele
| Jahr      | Athleten           | Athleten           | Athleten           | Flaggenträger      | Sportarten         | Medaillen          | Medaillen          | Medaillen          | Medaillen          | Medaillen          |
| Jahr      | Gesamt             | m                  | w                  | Flaggenträger      | Sportarten         |                    |                    |                    | Gesamt             | Rang               |
| --------- | ------------------ | ------------------ | ------------------ | ------------------ | ------------------ | ------------------ | ------------------ | ------------------ | ------------------ | ------------------ |
| 2012–2024 | nicht teilgenommen | nicht teilgenommen | nicht teilgenommen | nicht teilgenommen | nicht teilgenommen | nicht teilgenommen | nicht teilgenommen | nicht teilgenommen | nicht teilgenommen | nicht teilgenommen |
| Gesamt    | Gesamt             | Gesamt             | Gesamt             | Gesamt             | Gesamt             | 0                  | 0                  | 0                  | 0                  | -                  |

## Medaillengewinner

### Goldmedaillen
| Name          | Spiele     | Sportart | Disziplin | Anmerkung |
| ------------- | ---------- | -------- | --------- | --------- |
| Adriana Ruano | 2024 Paris | Schießen | Trap      | -         |

### Silbermedaillen
| Name           | Spiele      | Sportart       | Disziplin   | Anmerkung              |
| -------------- | ----------- | -------------- | ----------- | ---------------------- |
| Erick Barrondo | 2012 London | Leichtathletik | 20 km Gehen | erster Medaillengewinn |

### Bronzemedaillen
| Name                      | Spiele     | Sportart | Disziplin | Anmerkung |
| ------------------------- | ---------- | -------- | --------- | --------- |
| Jean Pierre Brol Cardenas | 2024 Paris | Schießen | Trap      | -         |

## Medaillen nach Sportart
| Sportart       | Gold | Silber | Bronze | Gesamt |
| Schießen       | 1    | 0      | 1      | 2      |
| Leichtathletik | 0    | 1      | 0      | 1      |
| Gesamt         | 0    | 1      | 0      | 1      |

## Medaillenspiegel

### Olympische Spiele
|                         |   |   |   | Gesamt | Rang |
| ----------------------- | - | - | - | ------ | ---- |
| Olympische Sommerspiele | 1 | 1 | 1 | 3      | -    |
| Olympische Winterspiele | 0 | 0 | 0 | 0      | -    |
| Gesamt                  | 1 | 1 | 1 | 3      | -    |

### Olympische Jugendspiele
|                                |   |   |   | Gesamt | Rang |
| ------------------------------ | - | - | - | ------ | ---- |
| Olympische Jugend-Sommerspiele | 0 | 0 | 1 | 1      | 100  |
| Olympische Jugend-Winterspiele | 0 | 0 | 0 | 0      | -    |
| Gesamt                         | 0 | 0 | 1 | 1      | 101  |